# Limousin (raça bovina)

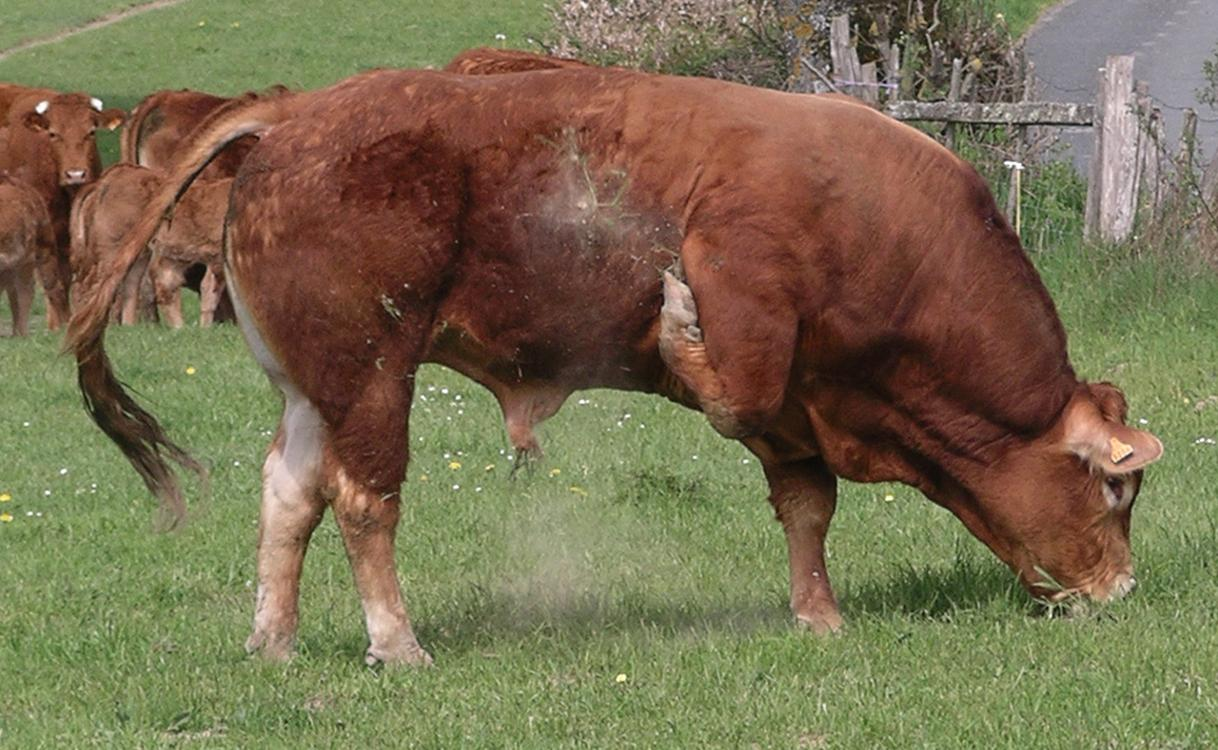
Touro Limousin

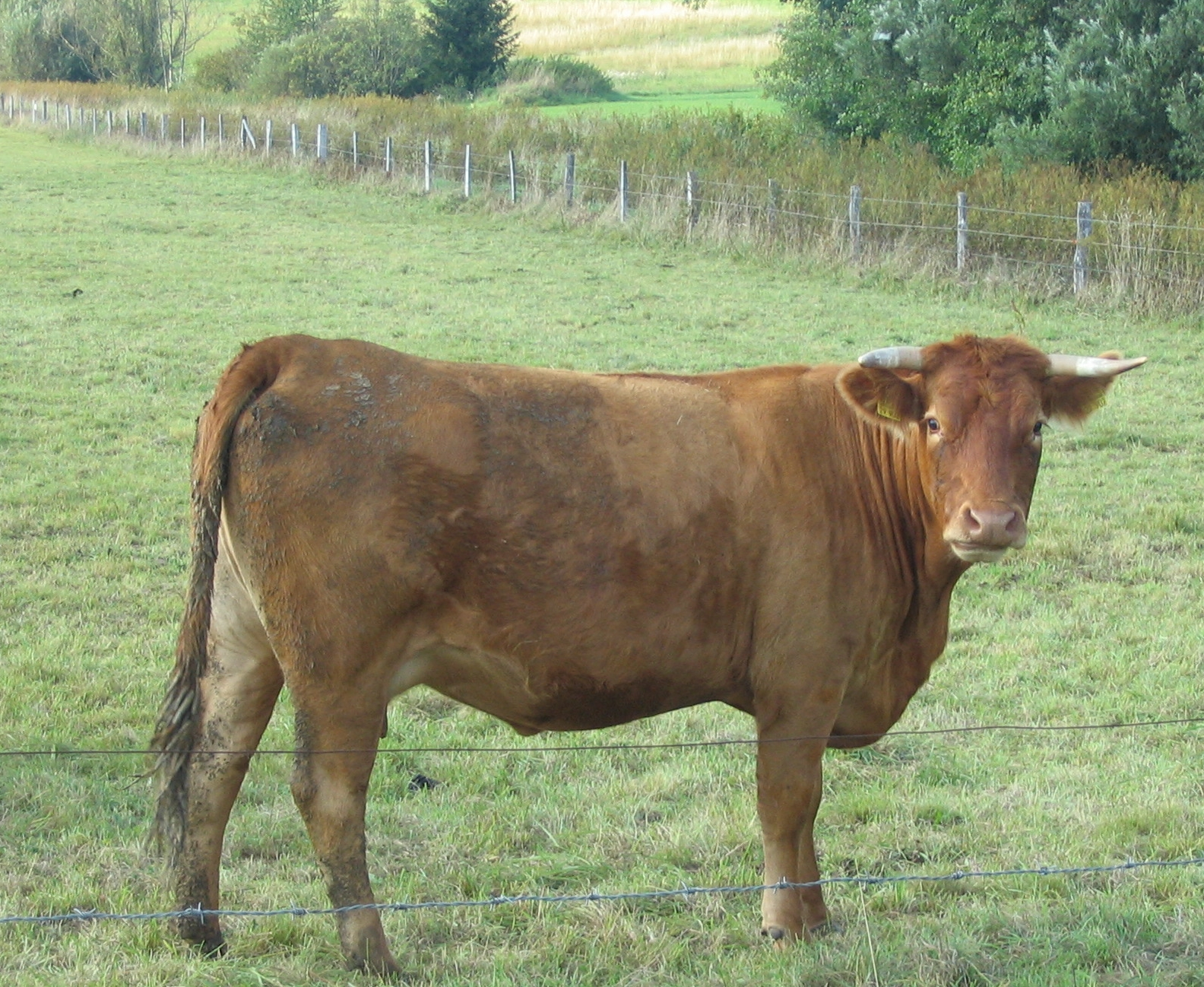
Vaca Limousin

Limousin (nomenclatura binomial Bos taurus) é uma raça de gado bovino originária da região centro-oeste da França, desenvolvida inicialmente nos arredores de Limonges, antiga província de Limousin. Possui grande vitalidade, habilidade de adaptação em climas severos e terrenos acidentados e é não só boa reprodutora, como também bastante adequada para uso no trabalho da fazenda.
Criada há mais de dois mil anos e aperfeiçoada pelos franceses a partir de meados do século XIX, apesar de sua importância dentro da França, em um primeiro momento a raça pouco se difundiu para fora do país. Hoje, no entanto, é bem conhecida não apenas na Europa, mas também no Canadá, Austrália, Estados Unidos e Brasil.

## No Brasil
Em 1897, a raça foi introduzida pela primeira vez em solo brasileiro, quando o governo de Minas Gerais importou algumas cabeças para reprodução. Depois, a raça — que também é conhecida no Brasil como Limousino, ou Limusino — também foi cruzada para melhorar o gado Caracu (Boi taurus frontosus), em São Paulo e no Paraná.
As importações prosseguiram no século XX, e atualmente, a raça, que foi apelidada de zebu da Europa, tem sido recomendada para cruzamento com outras raças, inclusive zebuínas, como a Nelore, estando presente em 11 estados brasileiros, sobretudo São Paulo, Paraná, Mato Grosso do Sul e Rio Grande do Sul.